# デカドンチャン2
デカドンちゃん2は、2001年にアルゼが開発・販売したパチスロ機である。

## 概要
リール配列・演出など『ドンチャン2』と同じだが、違いは筐体カラーが赤色になったことと大量獲得機になったことである。ビッグボーナス中の15枚獲得手順は、巨大花火が打ちあがれば左リールに3連ドンちゃん（『ドンチャン2』にはない15枚役が追加されている）を狙うだけであり『大花火』と同じであるが、リプレイはずしは『ドンチャン2』と同じ。最大711枚獲得可能である。